# Kociîciîne, Iemilciîne
Kociîciîne (în ucraineană Кочичине) este localitatea de reședință a comunei Kociîciîne din raionul Iemilciîne, regiunea Jîtomîr, Ucraina.

## Demografie
Componența lingvistică a localității Kociîciîne
     Ucraineană (98,09%)
     Rusă (1,91%)
Conform recensământului din 2001, majoritatea populației localității Kociîciîne era vorbitoare de ucraineană (98,09%), existând în minoritate și vorbitori de rusă (1,91%).